# Деборог ІІ
Деборог II (пол. Dęboróg II, Duboroh) - шляхетський герб литовського походження, різновид герба Деборог.

## Опис герба
У зеленому полі натуральний стовбур з трьома сучками увінчаний двома золотими рогами оленя, правий на сім, лівий на шість відростків. 
У клейноді п'ять пір'їн страуса.

Такий опис присутній в акті нобілітації Офанасовичів, RPADA в Москві: 
Herb olenie roha v dereve dubovom vrosłyje v zelenom poli z hełmom a nad hełmom piero strusovo (...) herb (...) duboroh.
За Альбом armorum..., с. 111 герб в оригінальній версії виглядав так: 
Pień z pięcioma sękami w słup, z którego wyrastają dwa rogi jelenie o pięciu rosochach, w środku nich dwie trąby myśliwskie w słup (barwy nieznane).

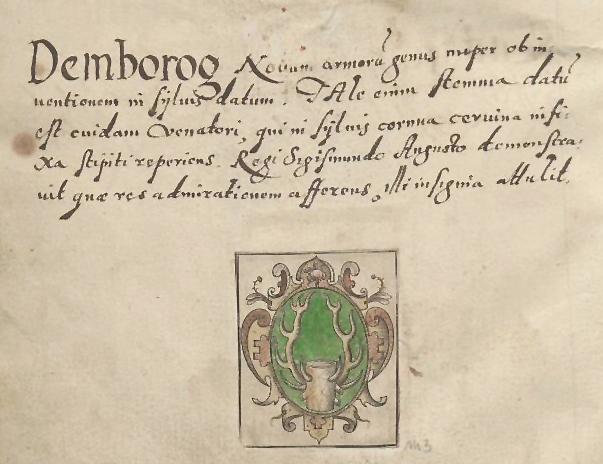

## Історія
Герб присвоєно Філіпу Офанасовичу, королівському коморнику і його племіннику - Симеонові Федоровичеві 24 лютого 1562 року.
За легендою цей гереб надав своєму ловчому 1562 року король Сигізмунд Август, який, знаходячись на риболовлі, побачив стовбур з врізаними в нього рогами оленя. Відданий єгер приніс королю цей дивний пеньок, і з тих пір отримав прізвисько "Деборог" і власний герб.

### Символіка
Роги оленя відносяться до постаті Актеона, він перетворився саме в оленя. Дубовий стовбур (а в більш широкому плані – дерево), можна інтерпретувати як одну з форм символу жінки – богині Артеміди. В цьому вигляді герб Деборог є одним з багатьох іконографічних уявлень цього грецького міфу. Дубовий стовбур є частим мотивом багатьох гербів, наприклад, Нечуя (і його різновидів), Годземби, Дуба, Челепали (Czelepoli), і т. д. Легенди, пов'язані із зазначеними стовбурами наполягають на наявності в дереві дуба надприродних здібностей. Звідси, зокрема, походить назва Остржев, тобто тип зброї, металевого предмета з гострими шипами, що кидають під ноги ворожих коней. Герб Деборог може бути пізнішою версією Нечуї. 

## Гербовий рід
Федоровичі (Fedorowicz), Офанасовичі (Ofanasowicz).

## Дивись також
- Деборог - герб присвоєно Івану Гайнові
- Воркелл - герб присвоєно Леонардові Воркеллові